# Зеленчуцька ГЕС

Схема основних споруд Зеленчуцької ГЕС

Зеленчуцька ГЕС — ГЕС, у складі Зеленчуцьких ГЕС Кубанського каскаду ГЕС.
Будівництво ГЕС почалося у 1976, закінчилося у 2006. ГЕС побудована за дериваційною схемою, з великою кількістю каналів і тунелів. Склад споруд ГЕС:
- гідровузол на річці Великий Зеленчук, який включає в себе паводковий водоскид, насипну греблю заввишки 12 м, водозабірну споруду, рибохід;
- канал В. Зеленчук — Хуса-Кардоницька довжиною 3,5 км;
- безнапірний тунель Хуса-Кардоницька — Маруха довжиною 5,1 км;
- гідровузол на річці Маруха з греблею і водозабором;
- тунель Маруха — Аксаут;
- гідровузол на річці Аксаут з греблею і водозабором;
- канал Аксаут — Кардонік;
- дюкер через річку Кардонік довжиною 7,6 км;
- канал Кардонік — Кумиш довжиною 3,73 км;
- дюкер через річку Кумиш довжиною 1,41 км;
- канал Кумиш — БДР;
- БДР (басейн добового регулювання) об'ємом 1,85 млн м³;
- залізобетонний трубопровід (2 нитки) довжиною 423 м;
- дериваційні тунелі довжиною 2300 м;
- зрівняльний резервуар;
- вертикальні шахти висотою 115 м;
- станційні водоводи довжиною 525 м;
- будівля ГЕС

Потужність ГЕС — 160 МВт, середньорічне вироблення 501 млн кВт·год. У будівлі ГЕС встановлено 2 радіально-осьових гідроагрегати потужністю по 80 МВт, що працюють при розрахунковому напорі 234 м.
Концепція ГЕС має на увазі перекидання в р. Кубань частини стоку річок Маруха, Аксаут і Великий Зеленчук з використанням перепаду висот між цими річками і р. Кубань для створення напору ГЕС. Далі перекинуті обсяги води планувалося відбирати у Великий Ставропольський канал для цілей зрошення з попутним збільшенням вироблення розташованих на ньому ГЕС Кубанського каскаду (близько 240 млн кВт·год). ГЕС бере участь у покритті пікової частини навантаження Об'єднаної енергосистеми Півдня Росії. За початковим проектом, потужність ГЕС — 320 МВт (4х80 МВт), проектна середньорічне вироблення електроенергії — 651 млн кВт·год. Будівництво ГЕС було припинено на початку 1990-х років як через протести екологів, так і через нестачу коштів. У 1993 первинний проект був скоректований у бік зменшення відбору стоку, що призвело до зменшення потужності і вироблення ГЕС. За початковим проектом, планувався відбір 77 % стоку річок Великий Зеленчук, Маруха і Аксаут, по скоригованому проекту, передбачається відбір 50 % стоку (Великий Зеленчук — 35 м³/сек, Маруха — 15 м³/сек, Аксаут — 20 м³/сек).
Певне пожвавлення в здійсненні проекту настало у 1994, коли відповідно до наказу РАТ «ЄЕС Росії» від 28 січня 1994 № 25 вирішено було здійснити необхідні заходи щодо забезпечення введення в дію першого гідроагрегату Зеленчуцької ГЕС. У 1998 було створено відкрите акціонерне товариство «Зеленчуцькі ГЕС» — дочірнє «РАО ЄЕС Росії» — для будівництва та експлуатації каскаду електростанцій.
Перший гідроагрегат Зеленчукцької ГЕС потужністю 80 МВТ з водозабором на річці Аксаут введений промислову експлуатацію 2 серпня 1999. 2 жовтня 2002 введено в експлуатацію другий гідроагрегат Зеленчуцької ГЕС з водозабором на р. Маруха. Потужність ГЕС становила 160 МВт, середньорічне вироблення 187 500 000 кВт·год. У квітні 2005 розпочалося будівництво третього пускового комплексу — гідровузла на р. Великий Зеленчук з трактом перекидання води, закінчену 16 грудня 2006. Вартість будівництва третього пускового комплексу становила 1,5 млрд руб. Недобудовані споруди ГЕС, що залишилися без призначення після коригування проекту, будуть використані при будівництві Зеленчуцької ГАЕС, що утворює з Зеленчуцькою ГЕС єдиний комплекс.
Розроблено проекти створення малих ГЕС на водозабірних спорудах Зеленчуцького, Аксаутського і Марухського гідровузлів. Введення в дію Зеленчуцької ГЕС дозволяє збільшити вироблення на нижче розташованних ГЕС Кубанського каскаду (Куршавські ГЕС, Барсучковські ГЕС, Сенгілеївські ГЕС) на 209 млн кВт·год, а при модернізації ГЕС Кубанського каскаду — ще на 191 млн кВт·год.

## Ресурси Інтернету
- Офіційний сайт Карачаєво-Черкеської філії ВАТ «РусГідро» [Архівовано 3 квітня 2013 у Wayback Machine.](рос.)
- Офіційний сайт ОАО «Мособлгідропроект» [Архівовано 24 листопада 2009 у Wayback Machine.](рос.)